# Prince of Persia: The Sands of Time
Prince of Persia: The Sands of Time (Princ z Persie: Písky času) z roku 2003 je čtvrté pokračování hry Prince of Persia. Vytvořil jej francouzský vývojářský tým Ubisoft. Sands Of Time je začátkem nové POP trilogie a navazují na něj díly Prince of Persia: Warrior Within, Prince of Persia: Two Thrones a Prince of Persia: The Forgotten Sands, který se odehrává mezi Sands of Time a Warrior Within. Hra byla vyvinuta pro PlayStation 2, Xbox, Gamecube, Game Boy Advance a PC.

## Herní stránka
Prince of Persia: Sands of Time je akční hra s prvky logických hádanek, zobrazena z pohledu třetí osoby (Tomb Raider, MDK). Herní systém dovoluje využívat akrobacii a rozšířené možnosti pohybu hlavní postavy jako jsou různá salta, přemety, běhání po zdech a odrážení se od nich, lezení po lanech, sloupech a různých převisech apod. Pohyby a ovládání postavy musí hráč dobře zvládnout, dle situace rychle kombinovat a pomocí nich bojovat s nepřáteli, vyhýbat se různým pastím a nástrahám a otevírat si zamčené cesty k dalším lokacím ve hře. Hra je postavena, kromě bojů s nepřáteli a prolézáním po prostorách a lokacích, i na dobře zpracovaných hádankách, které většinou vyžadují hráčovo logické uvažování, orientaci v čase a prostoru a nutí manipulovat s předměty v dané situaci pro úspěšné vyřešení aktuálního puzzlu. Při postupu hrou pomáhá hlavnímu hrdinovi princezna Farah. Často se, ať už z vlastní vůle nebo díky dění náhody, dostane do míst, kam se Prince sám dostat nemůže. Díky tomu jsou obě postavy schopné vzájemně kooperovat na dvou různých místech zároveň a pomáhat jeden druhému při procházení složitými komplexy a scenériemi. Postava princezny Farah je řízena samotnou hrou a hráč ji ovládat nemůže. Spolu s princeznou Farah pomáhá hráči v postupu ještě artefakt "Dýka času", která je důležitým předmětem v celé zápletce daného příběhu. Kromě různých možností při boji s protivníky, dává hráči a jeho postavě schopnost na krátkou chvíli obrátit chod času ve hře. Často se tak využívá hlavně v případech, kdy herní postava umře, nebo v těžkých situacích, kdy už není jiná možnost, jak blížící se nebezpečí odvrátit.

## Příběh
Hra začíná putováním perského Krále Shahramana a jeho armády společně s jeho synem princem přes maháradžovo město v Indii. Vezír místního maharádže, který chce zabránit svojí smrti pomocí látky známé jako Písky času, je naláká k útoku na mahárádžův palác. Při obsazení hlavního paláce jsou objeveny velké přesýpací hodiny a "Dýka času". Objevené artefakty spolu s dcerou Maharádži – princeznou Farah, jsou odvezeny do paláce Sultána Azadu. Zde princ na popud vezíra (bývalý rádce maharádži), zabodne Dýku času do přesýpacích hodin. Tím nechtěně způsobí, že jsou všichni obyvatelé sultánova města proměněni v monstra. Proměny je ušetřen Vezír, který celou situaci naplánoval a nyní hodlá ovládat mocné temné síly, a také princ a Farah, kteří v poslední chvíli utečou do komplexů sultánova paláce hemžícího se monstry a smrtícími mechanismy. Princ a Farah rychle pochopí, že musí začít spolupracovat, aby celou záležitost rychle napravili a zachránili i své životy. Díky nutnosti spolupracovat a řešit společné problémy, se obě postavy, na vzdory počáteční nevraživosti, sbližují.

## Dýka času
Pomocí ní můžete provádět vrácení času, zpomalení času, zmrazení protivníka, megazmrazení (zmrazení všech protivníků).
K vrácení a zpomalení času potřebujeme písečná políčka. Po získání dýky času jich máme celkem 4. K vrácení času spotřebujeme písek z jednoho políčka. Písek můžeme doplnit vysáváním písku z nepřátel nebo z písečného obláčku. Písečný obláček nejen doplní všechny stávající písečná políčka, ale začne tvořit i další. Po zabodnutí dýky do osmi písečných obláčků získáme další písečné políčko.
Při vysávání písků z nepřátel se tvoří půlměsíce (maximální počet půlměsíců je počet písečných políček). Jeden půlměsíc je třeba k zmrazení jednoho protivníka. Při megazmrazení se spotřebují všechny půlměsíce.

## Úrovně
Hra je rozdělena na celkem 40 úrovní. Ty jsou označeny názvem a procenty, které značí, jakou část hry máme za sebou. Hru lze uložit pouze na konci každé úrovně tím, že vstoupíme do písečné záře, které stoupá ze země. Při každém uložení vidíme vizi, která bude v následující úrovni.

## Doplňování zdraví
Oproti předchozím verzím Prince of Persia, kde se zdraví doplňovalo pomocí lahviček, v této verzi se zdraví doplní napitím se vody (z řeky, fontánky, bazénku). Pít můžeme tak dlouho, dokud se neobnoví úplně všechno zdraví (modrá čára nahoře obrazovky). Na skrytých místech hry se nachází magické fontánky. Pokud se z ní Princ napije, doplní se mu stávající zdraví a navíc se mu původní zdraví o kousek navýší.

## Film
Tato hra se již dočkala i filmového zpracování. Film se stejným názvem produkoval Jerry Bruckheimer, režíroval Mike Newell. Na scénáři se podíleli 4 lidé, mezi kterými byl i Jordan Mechner – tvůrce původní hry Prince of Persia. Světovou premiéru měl 26. května 2010.

## Hudba
Hudebního doprovodu se ujal Stuart Chatwood, člen již zaniklé hudební skupiny The Tea Party. Tomu se podařilo zachytit hudební prvky orientu a blízkého východu a kombinuje je společně s rockovou a elektronickou hudbou. Díky tomu doprovodné skladby přímo podkreslují malebnost paláců, rozlehlých kobek a přírodních scenenérií. Na straně druhé dynamický podkres vede hráče v akčním jednání a přidává tempo do hry. Ženské vokály v Chatwoodových skladbách má potom na svědomí Maryem Tollar až na závěrečnou skladbu "Time Only Knows", kterou nazpívala zpěvačka Cindy Gomez.
Oficiální hudební doprovod vyšel 3. listopadu 2003 také na samostatném nosiči jako Prince of Persia: The Sands of Time Original Soundtrack.